# Peceneaga, Tulcea
Peceneaga este satul de reședință al comunei cu același nume din județul Tulcea, Dobrogea, România.